# Moitessieria heideae
Moitessiera heideae
Espèce
Moitessiera heideae est une espèce de mollusques de la famille des Moitessieriidae.

## Distribution
Cette espèce est endémique du Gard et du Vaucluse.